# NJ9842
NJ9842（NJ38 98000, 13 42000, インド座標系に基づくヤード表記）は、インド-パキスタン間の停戦ラインの最北端であり、軍事境界線を示している。

## 歴史
1972年7月2日にインド首相インディラ・ガンディーとパキスタン大統領ズルフィカール・アリー・ブットーが署名したシムラー協定により、正式に管理ラインとして承認された。